# Thorvald Strömberg
Lennart Thorvald Strömberg (ur. 17 marca 1931 w Kirkkonummi, zm. 9 grudnia 2010 w Tammisaari) – fiński kajakarz. Dwukrotny medalista olimpijski z Helsinek.
Brał udział w dwóch igrzyskach (IO 52, IO 56). W 1952 roku, przed własną publicznością, wywalczył dwa medale w jedynkach: złoto na dystansie 10 000 metrów i srebro na 1000 m. Ma w dorobku trzy medale mistrzostw świata, wywalczone w latach 1950-1958, dwa złote (K-1 10 000 m: 1950, 1958) i jeden srebrny (K-1 1000 m: 1950).